# Billy Cross
Billy Cross, född Billy Schwartz 15 juli 1946 på Manhattan i New York, är en amerikansk gitarrist, sångare och musikproducent som har bott i Danmark sedan 1980. Han har varit medlem i de danska banden Delta Cross Band, Cross-Schack-Ostermann and Everybody's Talking. Cross spelade med Bob Dylan på albumet Street Legal 1978, var sologitarrist på hans världsturné 1978-1979 och medverkar på livealbumet At Budokan.
Cross är i Sverige mest känd för att ha samarbetat med Björn Afzelius och producerat ett album med hårdrockbandet Pretty Maids.

## Diskografi
Soloalbum
- 2004 – Life Is Good
- 2009 – So Far So Good
- 2009 – The Dream Hasn't Changed
- 2015 – Goodbye to the Sixties